# Лоцирање књижевних дела
Лоцирање књижевних дела (енгл. Placing Literature) интерактивна платформа која на мапи приказује локације на којима се одвијају радње из различитих књижевних дела. Сајт омогућава корисницима да претражују локације по аутору, називу дела или граду. Претрагом се отвара мапа са назначеним индикаторима који представљају све унете информације о локалитетима и њиховој повезаности са књижевним делима.

## О платформи
Ова глобална платформа омогућава корисницима да уносе локације и податке из књижевних дела, били они читаоци, професори или писци. Свака унета локација на мапи нуди детаљне податке о самом делу и радњи из књижевног дела. Поред података о делу, корисници могу погледати слике тог подручја, претраживати га на Гуглу или Википедији, и обележити локацију уколику су је заиста посетили. Сајт нуди и могућност за онлајн куповину књижевних дела, писање приказа, дељење на друштвеним мрежама и пријављивање евентуалних грешака.

## Оснивање
Платформа је пуштена 19. јуна 2013. године на Међународном фестивалу уметности и идеја (енгл. International Festival of Arts & Ideas) у Њу Хејвену, Конектикат. Од тада је на мапи забележено више од 3.500 локација из књига, романа, кратких прича, песама и драма.
Пројекат је осмислио Ендру Вилијамс (Andrew Bardin Williams), који је на ову идеју дошао док је на мапи трагао за локацијама из своје књиге. Платформу је израдио са Кетлин Колин Вилијамс (Kathleen Colin Williams) и Стивеном Јангом (Steven Young).

## Циљ
Циљ овог пројекта је да ојача везу између књижевности и физичке реалности, обогаћујући тако читалачки доживљај и повезивајући љубитеље књижевности широм света. Ендру Вилијамс и његови сарадници желели су да осмисле платформу која омогућује повезивање фиктивног света са стварним, чиме се доприноси већој веродостојности и дубљем разумевању књижевних дела.